# Bahnhof Hidasnémeti

Der Bahnhof Hidasnémeti ist eine Betriebsstelle der Bahnstrecke Miskolc–Košice und der hier einmündenden Bahnstrecke Szerencs–Hidasnémeti in Hidasnémeti in Ungarn. Hidasnémeti ist Grenzbahnhof an der Staatsgrenze zur Slowakei.

## Lage
Der Bahnhof befindet sich am nordwestlichen Ortsrand der Gemeinde Hidasnémeti und drei Kilometer von der slowakischen Grenze entfernt. Unweit des Bahnhofsgeländes verläuft die Autópálya M30 parallel zur Eisenbahn ebenfalls in Richtung der Slowakei.

## Geschichte
Die Theiss-Eisenbahn eröffnete den Bahnhof am 14. August 1860 als Zwischenbahnhof des Abschnitts Forró-Encs–Kassa der heutigen Bahnstrecke Miskolc–Košice. Mit der Eröffnung der Strecke nach Szerencs am 30. September 1909 wurde Hidasnémeti zum Trennungsbahnhof.

## Betrieb

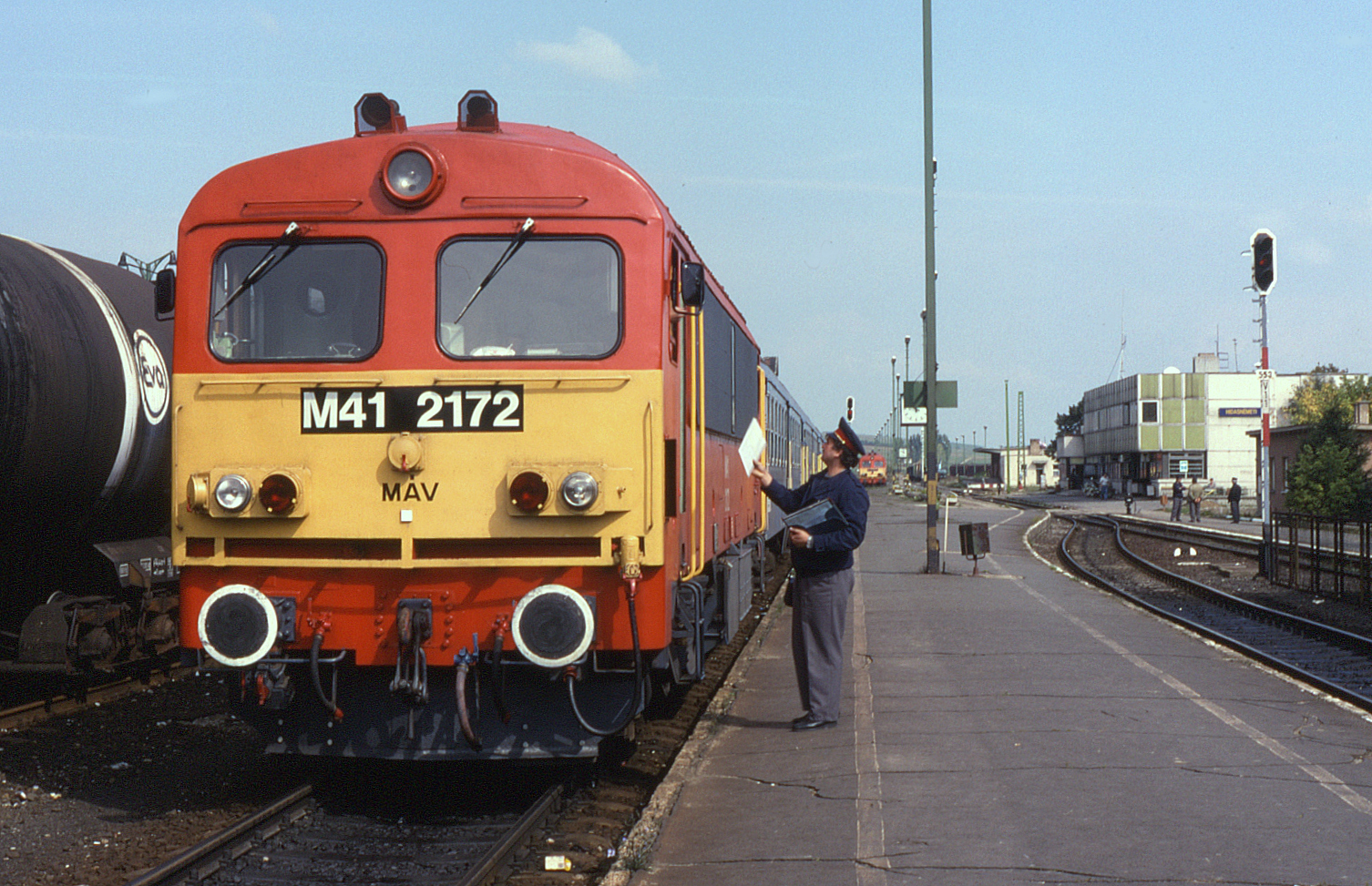
Reisezug mit Diesellokomotive der MÁV-Baureihe M41 (1996)

Bis 2019 verkehrten grenzüberschreitend täglich nur zwei InterCity-Zugpaare zwischen Budapest und Košice. Ab dem Fahrplanjahr 2020 wurde das Angebot auf einen zweistündlichen Takt mit insgesamt sieben täglichen InterCity-Zugpaaren verdichtet; zwischen Miskolc und Hidasnémeti verkehren zudem elf Zugpaare im Nahverkehr. Der Personenverkehr zwischen Abaújszántó und Hidasnémeti wurde ab dem 1. August 2023 vorübergehend eingestellt und auf einen Busersatzverkehr verlagert.
Im Bahnhof Hidasnémeti fand bis 2020 bei allen Reisezügen der Lokomotivwechsel zwischen Elektrolokomotiven des ungarischen Wechselspannungsnetzes und des slowakischen Gleichspannungsnetzes statt. Die ZSSK setzte dabei Zweisystemlokomotiven ein, da sich die Systemtrennstelle der Bahnstromnetze erst an der Staatsgrenze befindet. Seit 2021 verkehren einige Züge auch durchgehend bis Miskolc mit slowakischen Zweisystemlokomotiven.